# Александровка (Каракульское сельское поселение)
Алекса́ндровка — деревня в Октябрьском районе Челябинской области России. Входит в состав Каракульского сельского поселения.

## География
Деревня находится на востоке Челябинской области, в лесостепной зоне, к югу от реки Уй, на расстоянии примерно 41 километра (по прямой) к юго-юго-западу (SSW) от села Октябрьское, административного центра района. Абсолютная высота — 131 метр над уровнем моря.

## Население
| 2002 | 2010 |
| ---- | ---- |
| 339  | ↘285 |

Гендерный состав
По данным Всероссийской переписи населения 2010 года в гендерной структуре населения мужчины составляли 48,1 %, женщины — соответственно 51,9 %.
Национальный состав
Согласно результатам переписи 2002 года, в национальной структуре населения русские составляли 70 %.

## Улицы
Уличная сеть деревни состоит из трёх улиц: Красная горнячка, Молодёжная, Центральная.